# Andrzej Serediuk
Andrzej Serediuk (né le 18 mai 1959 à Oława) est un coureur cycliste polonais, qui a passé la majeure partie de sa carrière chez les amateurs. En 1983, il remporte une médaille de bronze au championnat du monde amateurs, derrière l'Allemand Uwe Raab et le Suisse Niki Rüttimann.

## Palmarès
- 1977
  - 8e du championnat du monde sur route juniors
- 1980
  - 3e du championnat de Pologne du contre-la-montre par équipes
- 1982
  - Gran Premio della Liberazione
  - 2e du championnat de Pologne de course aux points
  - 4e du championnat du monde sur route amateurs
- 1983
  -  Champion de Pologne du contre-la-montre en duo
  - Semaine bergamasque :
    - Classement général
    - 4eb étape (contre-la-montre)

  - 3e et 5e étapes du Tour de Pologne
  - 2e du Tour de Pologne
  -  Médaillé de bronze du championnat du monde sur route amateurs
  - 3e du Tour du Hainaut occidental
- 1984
  -  Champion de Pologne de course de côte
  - 2e du Tour du Hainaut occidental
- 1985
  - Giro delle Due Province
  - Settimana Lazio
  - Trophée Adolfo Leoni
- 1986
  - Cronoscalata della Futa
  - Coppa Ciuffenna
  - 3e du Giro del Casentino